# Пустолов
Пустолов је српска телевизијска серија, снимана у продукцији Радио-телевизије Србије емитована од 1996. до 2003. године са Миланом Гутовићем у главној улози. Снимљено је више од 400 епизода.
На основу серије настала је истоимена књига, која је проглашена за најбољу књигу за децу и младе и добила награде Политикин забавник и Невен.

## Улоге
| Глумац        | Улога    |
| ------------- | -------- |
| Милан Гутовић | Пустолов |